# Vermandois
De Vermandois of Vermandland is het landstreek in Frankrijk, met als centrum Vermand, thans een gemeente in het departement Aisne in Picardië. Het gebied komt grotendeels overeen met het huidige arrondissement Saint-Quentin. Oorspronkelijk was de Vermandois een laat-Romeinse pagus (pagus Viromandensis) en vervolgens een Merovingische gouw (Vermandgouw). Beiden waren vernoemd naar de oorspronkelijke Gallische bewoners, de Viromandui. De hoofdstad was Augusta Viromanduorum, die sinds de 9e eeuw de naam Saint-Quentin draagt.

## Karolingen
In de 9e eeuw werd het Graafschap Vermandois gecreëerd uit de eerdere burggraafschappen Saint-Quentin en Péronne. Het graafschap werd toegewezen aan de oudere tak van de Karolingers, meer bepaald aan de nakomelingen van Bernhard van Italië, die zich tevergeefs tegen zijn oom Lodewijk de Vrome had verzet. De Vermandois kreeg in 880 groot strategisch belang met het Verdrag van Ribemont, waarmee het aangrenzende hertogdom Neder-Lotharingen aan het Oost-Frankische Rijk werd toebedeeld. Hierdoor lag de Vermandois namelijk de volgende eeuwen als bufferzone aan de noordgrens van het West-Frankische Rijk met het Oost-Frankische Rijk met de ongeveer 150 kilometer zuidelijker gelegen West-Frankische hoofdstad Parijs in de rug.
Herbert I, kleinzoon van Bernard en eerste erfelijke graaf, werd in 902 bij een aanval van Boudewijn II van Vlaanderen gedood. Zijn zoon Herbert II (902-943) breidde het bezit van het Huis Vermandois, ook bekend als de Herbertijnen, verder uit. Hij hield de koning van Frankrijk, Karel III, zes jaar gevangen tot zijn dood in 929. 
Zijn opvolgers Albert I, Herbert III, Albert II, Odo en Herbert IV waren eerder onbeduidend. In 1076 verkreeg Herbert IV het graafschap Valois als echtgenoot van de erfgename van graaf Rudolf IV van Vexin. Hij stierf echter kort daarop en liet het graafschap na aan zijn dochter Adelheid, die echtgenote werd van Hugo de Grote, broer van koning Filips I van Frankrijk en een der aanvoerders van de Eerste Kruistocht.

## Laatste graven

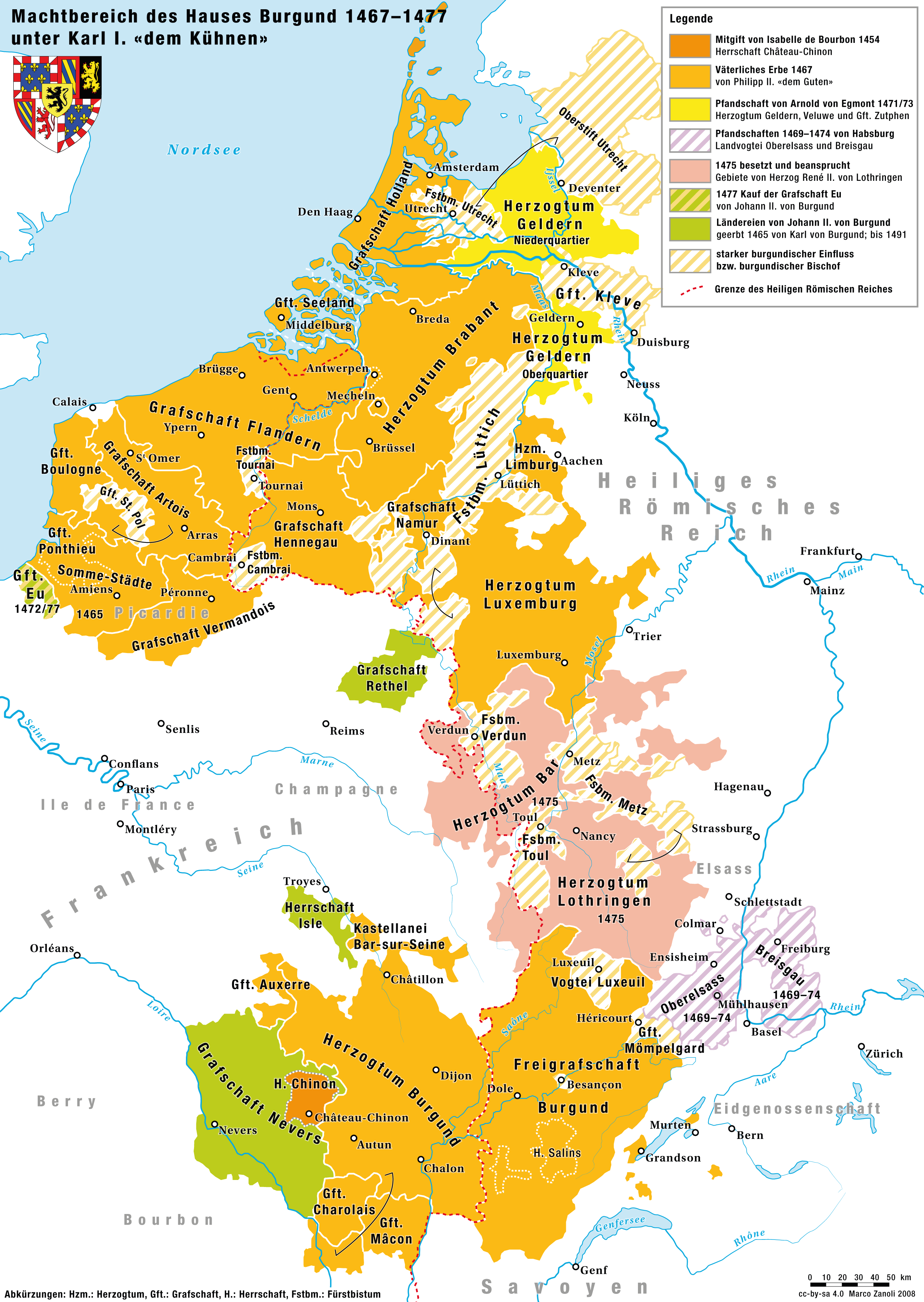
De Vermandois in het Bourgondische rijk (linksmidden).

Hugo stierf in 1102 in Tarsus. De oudste zoon van Hugo en Adelheid, was graaf Roland I (1102-1152), die huwde met Petronella, een zuster van de Franse koningin Eleonora van Aquitanië, bij wie hij twee kinderen had: Roland II en Elisabeth. Vanaf 1167 tot aan haar dood in 1183 regeerde Elisabeth de graafschappen Vermandois, Valois en Amiens met haar echtgenoot Filips van de Elzas, de graaf van Vlaanderen. 
Volgens de Vrede van Boves, die hij in juli 1185 had gesloten met koning Filips II van Frankrijk, hield Filips van de Elzas het graafschap Vermandois tot aan zijn dood (1191). Filips II sloot tevens een overeenkomst met Eleonora, halfzus van Elisabeth en dochter van Laureta van Vlaanderen en Roland. Elenora kreeg voor de rest van haar leven het oosten van Vermandois en de titel gravin van Saint-Quentin, terwijl de Franse koning onmiddellijk in het bezit van Péronne en omgeving kwam. Eleonora trad in 1214 af, waardoor de rest van Vermandois eveneens in bezit van de koning kwam.

## Late Middeleeuwen
De Vermandois werd samen met het graafschap Boulogne en de graafschappen Amiénois (hoofdstad Amiens) en Ponthieu (welke laatste twee ook bekendstonden als het gebied van de Somme-steden), geschaard onder de verzamelnaam Picardië, dat echter geen bestuurlijke eenheid was. Tijdens de Honderdjarige Oorlog trachtten de Engelsen en Bourgondiërs de streek te veroveren, wat uiteindelijk lukte, en bij de Vrede van Atrecht (1435) werd Picardië toegekend aan Bourgondië. Hoewel de Bourgondische hertog Filips de Goede de landsheer was, maakte het graafschap nog steeds deel uit van Frankrijk, waaraan men leenhulde moest brengen. Dit was de Franse koningen een doorn in het oog, en zij zonnen op herovering van de Vermandois. Na 42 jaar Bourgondisch bestuur te hebben gekend, werd de Vermandois in 1477 door Franse soldaten bezet tijdens de Bourgondische Successieoorlog, die uitgebroken was na de dood van hertog Karel de Stoute. Zijn opvolger Maximiliaan van Oostenrijk slaagde er niet in om het gebied veilig te stellen door de chaos en opstanden waarin de Bourgondische Nederlanden verkeerden in die jaren, en bij de Vrede van Atrecht (1482) moest hij de Franse inlijving van de Vermandois en vele andere Bourgondische bezittingen erkennen. De Vermandois werd een deelgebied van de nieuwe provincie Picardië, tot het in 1790 werd opgeheven.

## Toponiemen
De naam Vermandois wordt nog verwezen in de namen van een aantal gemeenten:
Beauvois-en-Vermandois,
Bohain-en-Vermandois,
Bouvincourt-en-Vermandois,
Vaux-en-Vermandois en
Vraignes-en-Vermandois.